# Mrs. McGinty meghalt
A Mrs. McGinty meghalt (Mrs. McGinty's Dead) Agatha Christie angol krimiírónő egyik regénye, amely először Blood Will Tell (A vér nem válik vízzé) címmel jelent meg az amerikai Dodd, Mead and Company kiadónál 1952 februárjában, majd egy hónappal később, március 3-án a William Collins Sons and Company Ltd. vállalat publikálta Nagy-Britanniában a Collins Crime Club sorozatában.
Magyarországon először a Magvető Könyvkiadó adta ki 1978-ban, Csanády Katalin fordításában, majd 2010-ben az Európa Könyvkiadó jóvoltából jelent meg Gálvölgyi Judit fordításában.

## Történet
Egy dél-angliai kis faluban, Broadhinnyben meggyilkolnak egy idős asszonyt, Mrs. McGintyt, aki a fejére mért súlyos ütés következtében hunyt el, a halószobájának padlója alatt tartott harminc fontját pedig az udvarban, egy kő alá rejtették el. A nő a pénzszűkében lévő albérlőjével, James Bentleyvel lakott együtt, akit a rendőrség szinte azonnal letartóztatott gyilkosság vádjával, ugyanis a kabátján megtalálták az áldozat vérét és hajszálait. A bizonyítékok alapján a férfin kívül senkinek sem volt indtéka a szörnyű tett elkövetésére, ezért az esküdtszék kötél általi halálra ítélte. A nyomozást vezető rendőrtiszt, Spence főfelügyelő azonban kételkedik Bentley bűnösségében, ezért régi barátjához, Hercule Poirot-hoz fordul segítségért. A főfelügyelő szerint az elítélt pszichológiailag nem olyan ember, aki képes lenne gyilkosságot elkövetni, ezért arra kéri a belga magánnyomozót, hogy derítsen fényt a valódi tettes személyére. Poirot elvállalja az ügyet, és Broadhinnybe utazik, ahol a megjelenése után azonnal felgyorsulnak az események.

## Szereplők
- Hercule Poirot, belga magánnyomozó
- Ariadne Oliver, krimiírónő
- Spence főfelügyelő, a nyomozás vezetője, Poirot barátja
- James Bentley, Mrs. McGinty albérlője
- Mr. Scuttle, a Breather és Scuttle ingatlanközvetítő-iroda egyik vezetője
- Maude Williams, az iroda egyik titkárnője
- Maureen Summerhayes, Long Meadows vendégház asszonya
- Johnnie Summerhayes őrnagy, a férje
- Guy Carpenter, parlamenti képviselő-jelölt
- Eve Carpenter, a felesége
- Robin Upward, fiatal drámaíró
- Mrs. Upward, Robin anyja
- Dr. Rendell, a község orvosa
- Shelagh Rendell, a doktor felesége
- Mr. Wetherby
- Mrs. Wetherby
- Deirdre Henderson, Mrs. Wetherby lánya
- Mrs. Sweetiman, a helyi postahivatal vezetője
- Mrs. Burch, Mrs. McGinty unokahúga
- Joe Burch, a férje
- Edna, Mrs. Sweetiman segítője

## Magyarul
- Mrs. McGinty halott; ford. Csanády Katalin; Magvető, Bp., 1978 (Albatrosz könyvek)
- Mrs. McGinty meghalt; ford. Gálvölgyi Judit; Európa, Bp., 2010 (Európa krimi)

## Filmváltozatok
A regénynek két filmváltozata készült. Az első filmes adaptációt az MGM készítette 1964-ben Murder Most Foul címmel. A regénytől eltérően azonban Poirot alakját a filmben Miss Marple-ra cserélték, akit Margaret Rutherford személyesített meg.
A regény azonos című feldolgozását 2007-ben készítette el az angol ITV, a Poirot-sorozat részeként. A filmben Hercule Poirot szerepét David Suchet alakította. A TV-filmet először 2008 szeptemberében mutatták be.